# Mona-Passage

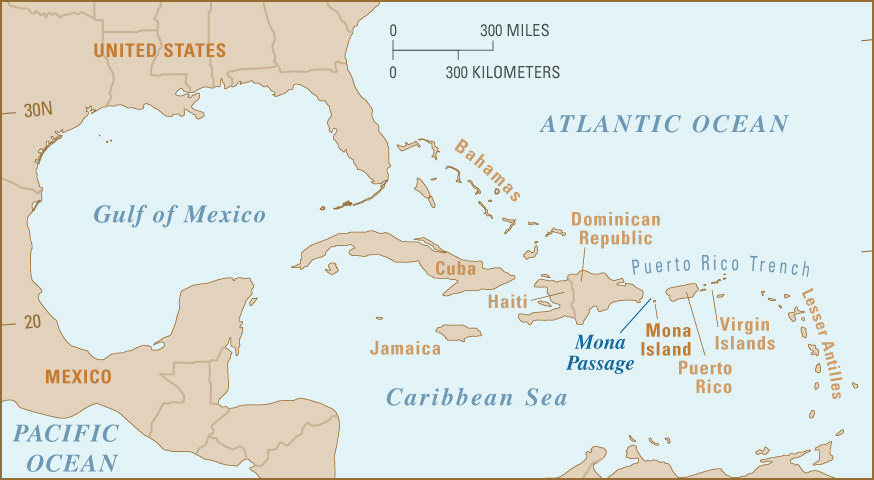
Mona-Passage

Die Mona-Passage (spanisch Canal de la Mona) ist eine Meerenge in den Großen Antillen, die die Insel Hispaniola im Westen mit der Dominikanischen Republik von der Insel Puerto Rico im Osten trennt. Die Meerenge verbindet den Atlantik mit der Karibik.
Die Mona-Passage ist eine wichtige Schifffahrtsroute zwischen dem Panamakanal und dem Atlantik. Die 130 km breite Meerenge ist einer der schwierigsten Seewege in der Karibik. Schlechte Sicht wegen Dunst, ausgedehnte Sandbänke, Gezeitenströmungen und Wasserwirbel, die durch die beiden Inseln hervorgerufen werden, sind der Grund für die schwierige Durchfahrt.
Fast in der Mitte der Meerenge liegt die namensgebende Insel Mona sowie die wesentlich kleinere, benachbarte Insel Monito, beide zu Puerto Rico gehörig. 50 km nordöstlich der Insel Mona liegt die Insel Desecheo, die nur 21 km vor Puerto Rico liegt. Vor der Südostspitze der Dominikanischen Republik liegt die Insel Saona, 70 km von der Insel Mona entfernt.
Die meisten Kreuzfahrtschiffe, die vom Atlantik kommend durch die Mona-Passage in die Karibik fahren wollen, machen vorher noch einen Zwischenstopp in Samaná, an der Nordostküste der Dominikanischen Republik, um dann 380 km ohne weiteren Zwischenstopp durch die Mona-Passage nach Puerto Rico zu fahren. Segelschiffe müssen dabei gegen den aus Osten kommenden Wind kreuzen. Die Hafenstadt an der Westküste von Puerto Rico, die an der Mona-Passage liegt heißt Mayagüez.